# أنيتا وابودا
أنيتا وابودا (بالبولندية: Aneta Łabuda) مواليد 7 يناير 1995 في بولندا، هي لاعبة كرة يد بولندية تلعب كجناح أيمن. مثلت منتخب بولندا لكرة اليد للسيدات.

## سجل المنافسة
شاركت في البطولات التالية:
- بطولة العالم لكرة اليد للسيدات 2015

## روابط خارجية
- أنيتا وابودا على موقع الاتحاد الأوروبي لكرة اليد (الإنجليزية)